# Emilia Galotti
Emilia Galotti este o tragedie burgheză în cinci acte scrisă de Gotthold Ephraim Lessing, care a avut premiera la 13 martie 1772 în opera ducală din Braunschweig, cu ocazia zilei de naștere a Prințesei Philippine Charlotte a Prusiei.
Opera este un exemplu de dramă burgheză germană din timpul Iluminismului, care nu respectă în totalitate modelul francez al epocii. Cu toate că iubirea este una din temele centrale ale operei, Emilia Galotti este în realitate o piesă politică. Modul arbitrar de a conduce al aristocrației e în contrast total cu moralitatea burgheziei iluminate. Vechile concepții feudale privind locul dragostei într-un mariaj se află în conflict cu cele ale căsătoriei din dragoste mai degrabă decât din supunere tradiției și puterii familiei. Această opoziție este generatoarea dramei. 

## Vezi și
- Listă de piese de teatru germane

Format:Gotthold Ephraim Lessing